# Coushatta, Louisiana
Coushatta är administrativ huvudort i Red River Parish i Louisiana. Vid 2010 års folkräkning hade Coushatta 1 964 invånare.